# Като, Нобуюки
Нобуюки Като (яп. 加藤 信幸 Като Нобуюки,  род. 2 января 1920) — японский футболист, полузащитник, выступавший за Токийский университет, Танабэ Фармасьютикел и национальную сборную Японии. Бронзовый призёр Азиатских игр 1951 года.

## Биография
Нобуюки начал играть в футбол во время обучения в старшей школе Дайити Кобе. В 1939 году он поступил в Токийский университет и начал выступления за студенческую футбольную команду. В 1947 году Нобуюки устроился на работу в Танабэ Фармасьютикел: он выступал за организованный при компании футбольный клуб вплоть до окончания своей карьеры.
Полузащитника стали вызывать в национальную сборную Японии ещё во времена его выступлений за Токийский университет. В составе национальной команды он принимал участие на Восточноазиатских играх 1942 года, проходивших в Синьцзине. Именно на этом турнире он сыграл свой первый матч за сборную, целиком отыграв встречу со сборной Китая. Нобуюки также принял участие в следующей игре против сборной Маньжоу-го, но пропустил последний матч с Мэнцзяном. Сборная Японии стала победителем турнира, однако его матчи не были внесены в реестр ФИФА из-за политической изоляции Маньчжоу-го, Мэнцзяна и правительства Ван Цзинвэя.
Свою единственную официальную игру за национальную команду Нобуюки сыграл в рамках Азиатских игр 1951 года. Он принял участие в матче за третье место против сборной Афганистана. По его итогам Япония завоевала бронзовые медали турнира. 14 июня 1953 года полузащитник сыграл свой последний неофициальный матч за сборную против западногерманского клуба «Киккерс Оффенбах».

## Статистика выступлений за сборную Японии
| Матчи и голы Като за сборную Японии | Матчи и голы Като за сборную Японии | Матчи и голы Като за сборную Японии | Матчи и голы Като за сборную Японии | Матчи и голы Като за сборную Японии | Матчи и голы Като за сборную Японии |
| №                                   | Дата                                | Оппонент                            | Счёт                                | Голы Като                           | Соревнование                        |
| ----------------------------------- | ----------------------------------- | ----------------------------------- | ----------------------------------- | ----------------------------------- | ----------------------------------- |
| 1                                   | 9 марта 1951                        | Афганистан                          | 2:0                                 | -                                   | Азиатские игры 1951                 |

Итого: 1 матч / 0 голов; 1 победа, 0 ничьих, 0 поражений.

## Достижения
Сборная Японии
- Победитель Восточноазиатских игр (1): 1942
- Бронзовый призёр Азиатских игр (1): 1951